# Acacia sororia
Acacia sororia là một loài thực vật có hoa trong họ Đậu. Loài này được Standl. miêu tả khoa học đầu tiên năm 1919.